# Tamenes sarda
Tamenes sarda là một loài bọ cánh cứng trong họ Cerambycidae.